# Tawleed
Tawleed är en väldigt ovanlig hästras från Sudan som främst används som lättare ridhäst eller inom lättare jordbruk. 

## Historia
Sudan har en historia som koloni som tillhörde Storbritannien och även Egypten ända fram till 1956 då landet blev självständigt. Tiden som brittisk koloni influerade hästaveln kraftigt i landet bland annat med de engelska hästraser som fördes till landet. Även hästar fördes till Sudan från Arabiska halvön genom Egypten. Under 1900-talets början utvecklades den sudanesiska hästen med hjälp av de hästar som kommit in till landet. Arabiska och engelska fullblod korsades med inhemska hästar som dongolon. 
Mot mitten av 1900-talet innan självständigheten importerades ännu fler engelska och andra europeiska hästar, främst engelska fullblod som korsades med de inhemska sudanesiska hästarna. De engelska kolonisatörerna hade främst satsat på de nya hästarna för att de skulle användas inom hästpolo, som de hade infört i landet. När Sudan slutligen blev självständigt 1956 lämnades de nya hästarna kvar och började helt enkelt kallas för tawleed. Tawleedhästarna höll en mycket högre kvalité än andra hästraser i Sudan och lokala uppfödare fortsatte med samma avel för att behålla den höga kvalitén på rasen. 
Men de lokala uppfödarna har ganska liten kunskap om blodslinjer och stamtavla och då det varken finns stambok eller förening för rasen så är det stor risk att de renrasiga tawleedhästarna nästan eller helt utrotats på grund av utavel med andra raser. Idag finns dock ett hundratal tawleedhästar kvar i landet och de lokala uppfödarna får lära sig av europeiska och amerikanska metoder för att avla hästar, för att undvika inavel eller utavel av hästarna.

## Egenskaper
Tawleedhästarna är lättare ridhästar som har ett tydligt inslag av fullblod i sig. Huvudet är finskuret och ädelt med rak nosprofil och hästarna är ovanligt väl uppbyggda i jämförelse med andra afrikanska hästraser. Det engelska inflytandet har gett en ras som är snabb och uthållig medan den gamla sudanesiska hästen har gjort tawleedhästarna tåliga för värme och torka. Hästarna är oftast bruna, svarta, fuxar eller skimmel men alla färger förekommer. 